# 竹新離子節蜱
竹新離子節蜱（学名：Neoleipothrix bambusae）为節蜱科新離子節蜱屬下的一个种。